# 和幸産業
和幸産業（わこうさんぎょう英文 WAKO SANGYO CO.,LTD）は、日本の企業で、主に船舶艤装品の製造・販売を手がけるメーカーである。

## 概要
大手造船メーカー等に船舶艤装品の製造・販売を引き受けており、中国・大連にも事務所などを有している。
- 本社
  - 兵庫県神戸市兵庫区
- 舞鶴工場
  - 京都府舞鶴市喜多工業団地内
- 綾部工場
  - 京都府綾部市綾部市工業団地内

## 沿革
- 1993年（平成5年） - 創業。
- 1994年（平成6年） - 綾部市に工場建設。
- 1995年（平成7年） - 中国・大連市に事務所開設。
- 2005年（平成17年） - 綾部市に新工場建設。
- 2011年（平成23年） - 舞鶴市に舞鶴工場建設。

## 主な取引先
- ジャパン マリンユナイテッド（旧ユニバーサル造船）
- 住友重機械工業
- 三井E&S
- 川崎重工業